# 王心棠
王心棠，順天大興人，清朝官员。吏員出身。

## 生平
1736年（乾隆元年）上任台灣竹塹巡檢，為第二任竹塹巡檢，奉旨接替董正學。